# El árabe (película de 1915)
The Arab es una película de aventuras muda estadounidense de 1915 dirigida por Cecil B. DeMille. Edgar Selwyn escribió y protagonizó la versión teatral de Broadway de la historia en 1911, y esta película se basa en esa obra. Selwyn repite su papel de su obra. Esta película fue refilmada por Metro Pictures en 1924 como The Arab. La película ahora está perdida.
- Edgar Selwyn como Jamil
- Horace B. Carpenter como el jeque
- Milton Brown como Abdalá
- William Elmer como Meshur (como Billy Elmer)
- Sydney Deane como el Dr. Hilbert
- Gertrude Robinson como Mary Hilbert
- J. Parks Jones como Ibrahim (como Park Jones)
- Theodore Roberts como gobernador turco
- Raymond Hatton como mensajero misterioso
- Irvin S. Cobb como turista estadounidense
- Marjorie Daw como chica del pueblo